# Pseudoschoenobius
Pseudoschoenobius és un gènere monotípic d'arnes de la família Crambidae. Conté només una espècie, Pseudoschoenobius opalescalis, que es troba a Amèrica del Nord, on ha estat registrada a Alberta, Illinois, Indiana, Nou Mèxic i Califòrnia. L'hàbitat consta d'àrees seques i sorrenques.